# Gračišće
Gračišće – wieś w Chorwacji, w żupanii istryjskiej, w gminie Gračišće. W 2011 roku liczyła 466 mieszkańców.